# Gonzalo Torres
Cristian Gonzalo Torres (Morón, 24 dicembre 1999) è un calciatore argentino, attaccante del Dep. Madryn.

## Carriera
Torres è cresciuto nel settore giovanile dell'All Boys, nel 2019 è stato acquistato dal Lanús. Ha debuttato in prima squadra il 20 novembre 2020 nell'incontro di Copa Diego Armando Maradona vinto 2-1 contro il Boca Juniors.
Nel febbraio del 2021 è stato ceduto in prestito per una stagione al Def. de Belgrano in Primera B Nacional. Rientrato al Lanús, ha giocato per sei mesi con la seconda squadra per poi passare in prestito al Central Córdoba (SdE). Ha segnato il suo primo gol ufficiale il 10 luglio 2022 nell'incontro di Primera División pareggiato 2-2 contro l'Estudiantes (LP).
Il 5 gennaio 2024 è stato ceduto in prestito fino a giugno all'Athens Kallithea in Grecia.

## Statistiche

### Presenze e reti nei club
Statistiche aggiornate al 14 aprile 2024.
| Stagione        | Squadra               | Campionato      | Campionato | Campionato | Coppe nazionali | Coppe nazionali | Coppe nazionali | Coppe continentali | Coppe continentali | Coppe continentali | Altre coppe | Altre coppe | Altre coppe | Totale | Totale | Totale |
| Stagione        | Squadra               | Comp            | Pres       | Reti       | Comp            | Pres            | Reti            | Comp               | Pres               | Reti               | Comp        | Pres        | Reti        | Pres   | Reti   |        |
| --------------- | --------------------- | --------------- | ---------- | ---------- | --------------- | --------------- | --------------- | ------------------ | ------------------ | ------------------ | ----------- | ----------- | ----------- | ------ | ------ | ------ |
| 2020            | Lanús                 | PD              | 0          | 0          | CA+CM           | 0+6             | 0               | CS                 | 1                  | 0                  |             | -           | -           | 7      | 0      |        |
| 2021            | Def. de Belgrano      | PBN             | 17         | 0          | CA              | 2               | 0               |                    | -                  | -                  |             | -           | -           | 19     | 2      |        |
| 2022            | Central Córdoba (SdE) | PD              | 16         | 2          | CA+CdL          | 0               | 0               |                    | -                  | -                  |             | -           | -           | 16     | 2      |        |
| 2023            | Central Córdoba (SdE) | PD              | 20         | 1          | CA+CdL          | 0+1             | 0               |                    | -                  | -                  |             | -           | -           | 21     | 1      |        |
| gen.-giu. 2024  | Athens Kallithea      | SLE2            | 10         | 2          | CG              | 1               | 1               |                    | -                  | -                  |             | -           | -           | 11     | 3      |        |
| Totale carriera | Totale carriera       | Totale carriera | 63         | 5          |                 | 10              | 0               |                    | 1                  | 0                  |             | -           | -           | 74     | 5      |        |

## Palmarès

### Club

#### Competizioni nazionali
- Souper Ligka Ellada 2: 1

Athens Kallithea: 2023-2024 (gruppo B)